# 桐生市
桐生市（日语：／ Kiryū shi */?）是日本群馬縣東部的一個城市。在過去以生產桐生織而聞名。該市歷史悠久，擁有眾多文化遺產，有「東部小京都」之稱。除此以外，棒球運動在該市也非常發達。現人口約有13万人。

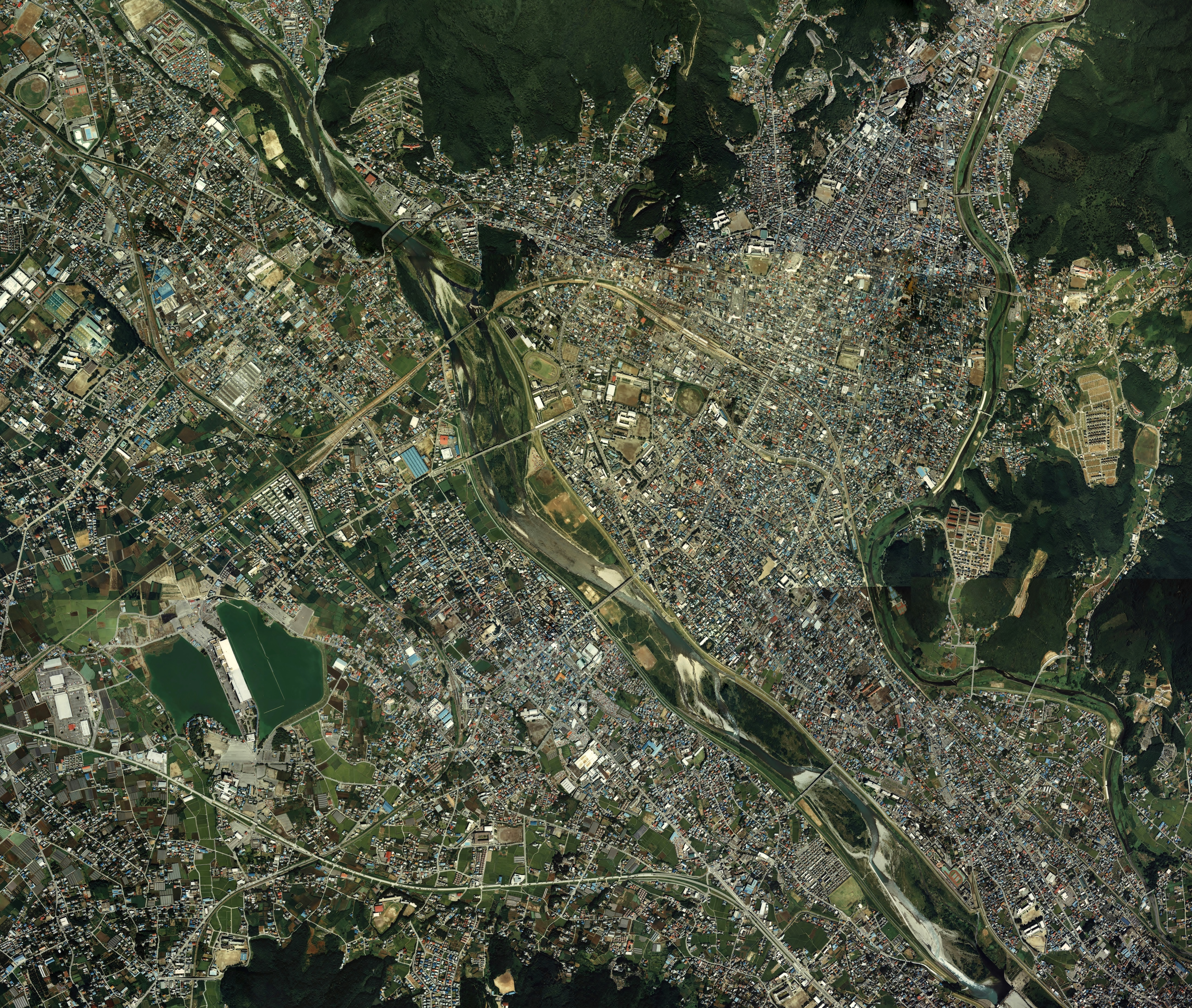
桐生市中心地區的衛星照片